# Schrei – denn ich werde dich töten!
Schrei – denn ich werde dich töten! ist ein deutscher Slasher-Film aus dem Jahr 1999, der von RTL für das Fernsehen produziert wurde. Der Film ist auch unter den Titeln Zeig keine Angst und School's Out bekannt. Im Jahr 2001 erschien die Fortsetzung Das Mädcheninternat – Deine Schreie wird niemand hören.

## Handlung
Am Abend der Abi-Feier ist die Schülerin Jessica mit dem Taxi ihres Vaters unterwegs zur Schule. Bei der Fahrt durch einen Wald begegnet sie einem entflohenen Serienmörder. Wenig später fährt das Taxi in der Schule vor, Jessica allerdings bleibt verschwunden.
Während die Party bereits in vollem Gange ist, bereiten die Schüler Nina, Anne und Philip zusammen mit den Geschwistern Tom und Eva den Abi-Streich vor. Jedoch streift auch ein als Harlekin verkleideter Mörder durch die dunklen Korridore und versucht, die fünf Schüler nach und nach zu ermorden. Nina und Philip können ihm zunächst entkommen, geraten jedoch am darauffolgenden Tag, beim Versuch eine wichtige Spur des Mörders zu sichern, erneut in tödliche Gefahr.

## Hintergrund
Der Film entstand mit einem Budget von geschätzten 1,3 Millionen US-$, was damals rund 2,3 Millionen DM (kaufkraftbereinigt in heutiger Währung: rund 1,9 Millionen Euro) entsprach, und wurde in Deutschland von dem Sender RTL am 10. November 1999 erstausgestrahlt.
Die Drehorte der Außenszenen waren in Köln und Umgebung. Als Kulisse für das fiktive Gymnasium diente das Schloss Schaumburg bei Diez/Limburg.
Die ungeschnittene Version wurde 1999 auf dem Fantasy Filmfest gezeigt.
Nach Erscheinen der Fortsetzung erschien der Film als School's Out 1 – Schrei, denn ich werde dich töten auf DVD. Die Fortsetzung erschien ebenfalls auf DVD, und zwar unter dem Titel School's Out 2 – Die Insel der Angst. Es ist auch eine 2-DVD-Edition erschienen, die beide Teile enthält. Auf dieser DVD ist Schrei – denn ich werde dich töten! in der ungeschnittenen Version zu sehen, bei der Ausstrahlung auf RTL fehlten etwa zwei Minuten. Außerdem ist der Film auch unter dem Titel Zeig keine Angst bekannt.

## Kritik
„Hier wird weder mit Blut noch mit Spannung gespart!“

„Betulicher Budenzauber ohne Pfiff.“

„School's Out ist letztlich nicht mehr als eine zwar ordentlich von den gängigen Vorbildern abgekupferte, aber eben auch ohne jeden Funken eigener Inspiration heruntergekurbelte Kopie. Nicht offensiv nervig, nicht bodenlos schlecht, aber auch in keiner Form herausragend – was schade ist, denn der Cast ist nicht schlecht, die handwerklichen Voraussetzungen nicht übel und der Autor eigentlich ein Guter.“

„Die erste Stunde der 10-Kleine-Negerlein-Morderei ist richtig gut, zumal sich der Film selbst nicht sonderlich ernst nimmt und geschickt übliche Genre-Muster persifliert. Die Auflösung des bestialischen Rätsel allerdings ist derart konstruiert, dass der Spaß arg leidet.“